# Očehnići
Očehnići su naseljeno mjesto u općini Busovača, Federacija Bosne i Hercegovine, BiH.

## Povijest
Do 1990. godine nosilo je naziv Očenići.

## Stanovništvo

### 1991.
Nacionalni sastav stanovništva 1991. godine, bio je sljedeći:
ukupno: 33
- Muslimani - 33

### 2013.
Nacionalni sastav stanovništva 2013. godine, bio je sljedeći:
ukupno: 5
- Hrvati - 5